# ライトセンド
ライトセンド株式会社（英語: Lightscend Co.,Ltd.）は、東京都町田市に本社を置くインターネット関連サービス事業者である。現在、ICANN公認レジストラ、JPRS指定事業者である。

## 概要
ドメイン名登録・管理やレンタルサーバー、SEO関連サービスなどインターネット関連のサービスを提供している。

## 沿革
- 2013年3月21日 - 設立[1]
- 2015年6月28日 - ドメイン取得サービス「ウルトラドメイン」の提供を開始[5]
- 2016年5月18日 - ICANN公認レジストラ（ICANN-Accredited Registrar）になる[6]

## サービス

### ドメイン・中古ドメイン
- ウルトラドメイン
- リユースドメイン

### レンタルサーバー
- IP分散サーバー（ウルトラサーバー）